# Oecomys rutilus
Oecomys rutilus là một loài động vật có vú trong họ Cricetidae, bộ Gặm nhấm. Loài này được Anthony mô tả năm 1921.